# Villafranquiense
El período Villafranquiense es un período de tiempo geológico (3,5-1,0 Ma):7que se superpone al final del Plioceno y al principio del Pleistoceno utilizado más específicamente con la Edad de los mamíferos terrestres europeos. Nombrado por el geólogo italiano Lorenzo Pareto por una secuencia de sedimentos terrestres estudiados cerca de Villafranca d'Asti, una ciudad cerca de Turín, sucede al Rusciniano.
El Villafranquiense se subdivide en seis unidades  faunísticasa basadas en las localidades de Triversa, Montopoli, Saint-Vallier, Olivola, Tasso y Farnetta.:  : 149 
Una división importante tanto de los depósitos geológicos como del tiempo, el Villafranquiense es significativo porque los primeros homínidos que claramente evolucionaron hacia el hombre moderno (los australopithecines) aparecieron dentro de él. El Villafranquiense es parcialmente contemporáneo con la etapa Blancan de América del Norte.
Muchos animales y sus ancestros extintos evolucionaron durante el Villafranquiense, entre ellos el zorro rojo, la comadreja menor, la gallinula, el oso etrusco y la Panthera gombaszoegensis.